# کارن آقامیان
کارن گورگنی آقامیان (ارمنی: Կարեն Գուրգենի Աղամյան؛ زاده ۱ ژانویه ۱۹۴۶ در ایروان) نقاش اهل ارمنستان است.

## زندگی‌نامه
وی در ۱ ژانویه ۱۹۴۶ در ایروان به دنیا آمد و از انستیتو دولتی هنری و نمایشی ایروان (۱۹۶۹) و آکادمی دولتی هنرهای زیبای ارمنستان فارغ‌التحصیل شد. وی از سال ۱۹۹۸ میلادی سمت ریاست اتحادیه هنرمندان ارمنستان را بر عهده دارد. وی همچنین برنده جوایزی همچون مدال کارگر ممتاز و مدال یادبود نخست‌وزیر ارمنستان شد.  